# Lotyšská hokejová reprezentace

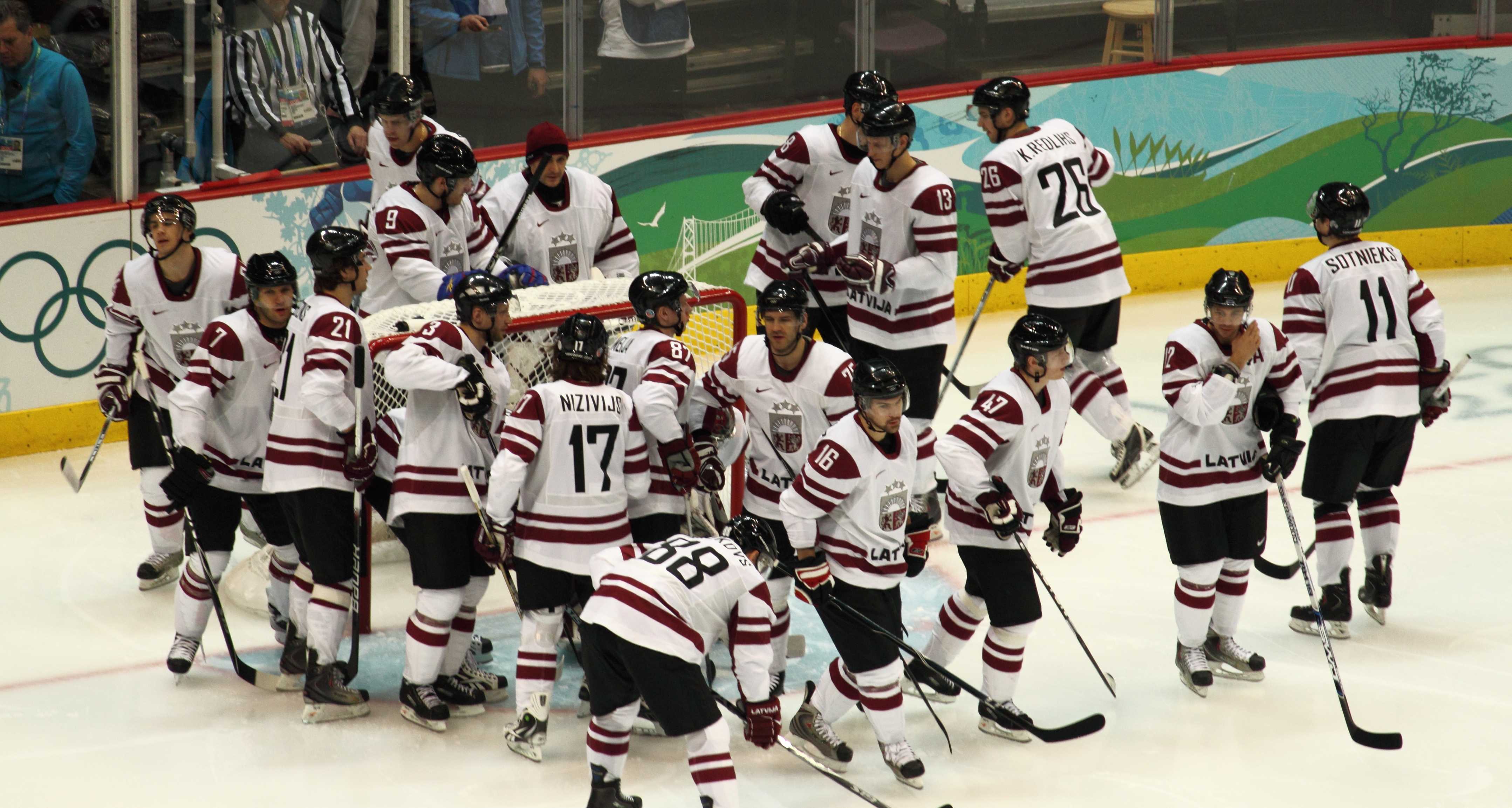
Lotyšští hokejisté na ZOH 2010 ve Vancouveru

Lotyšská hokejová reprezentace reprezentuje Lotyšsko na mezinárodních hokejových soutěžích, jako je Mistrovství světa v ledním hokeji nebo Olympijský hokejový turnaj. Od roku 1997 patří mezi elitní mezinárodní reprezentace. Největším úspěchem lotyšské hokejové reprezentace je bronzová medaile z roku 2023. Historicky první utkání proti České republice sehrálo Lotyšsko 11. května 2000 v Petrohradu v rámci MS 2000 ve čtvrtfinále a prohrálo 1:3 naopak na MS 2023 poprvé v historii vyhrálo 4:3 po prodloužení.

## Lotyšská hokejová reprezentace před rokem 1940
Historie lotyšského hokeje se začala psát v roce 1929. 22. února 1931 bylo Lotyšsko přijato do Mezinárodní hokejové federace. První utkání odehrála lotyšská reprezentace 27. února 1932, kdy vyhrála 3:0 nad Litvou. Zcela první reprezentační branku vstřelil Indriķis Reinbahs. V tomto roce se lotyšská hokejová reprezentace poprvé zúčastnila Mistrovství Evropy v ledním hokeji v Berlíně, kde se v prvním utkání střetla s československou reprezentací a prohrála 0:7. Ve druhém utkání Lotyšsko prohrálo s Francií (0:1) a vyhrálo nad Rumunskem (3:0). Po prohře 2:5 s reprezentací Velké Británie vybojovalo Lotyšsko na svém prvním mistrovství 8. místo z devíti týmů, za sebou zanechalo pouze Rumunsko.
V roce 1933 se lotyšská reprezentace vydala poprvé na Mistrovství světa v ledním hokeji do Prahy, ovšem už v prvních dvou utkáních prohrála se Švýcarskem (1:5) a Maďarskem (0:3), proto bojovala jen o 9.–12. místo. Po výhře nad Itálií (2:0) a prohře s Rumunskem (0:1) ukončilo Lotyšsko svůj první světový šampionát na 10. místě. V roce 1934 se Lotyšsko Mistrovství světa v ledním hokeji v Miláně nezúčastnilo. V roce 1935 na Mistrovství světa v ledním hokeji v Davosu byla lotyšská reprezentace v jediné ze čtyř základních skupin, kde byly tři týmy. Lotyšsko prohrálo s Kanadou 0:14, což je doposud největší lotyšská prohra, a s Velkou Británií 1:5. V dalších utkáních Lotyšsko prohrálo s Rumunskem (2:3) a Německem (1:3) a vyhrálo s Nizozemím a skončilo na 13. místě.
V roce 1936 v Garmisch-Partenkirchenu se lotyšská hokejová reprezentace poprvé zúčastnila zimních olympijských her. Prohrála s Kanadou (0:11), Rakouskem (1:7) a Polskem (2:9) a skončila na 13. místě. Jak v roce 1938, tak v roce 1939 skončil lotyšský výběr na mistrovství světa na 10. místě. Poté začala druhá světová válka a mistrovství světa se nekonalo až do roku 1947, kdy už bylo Lotyšsko součástí Sovětského svazu. Poslední utkání před okupací baltských zemí odehrála lotyšská reprezentace 10. března 1940, kdy v poslední minutě vybojovala vítězství nad Estonskem.
Do roku 1940 hrála lotyšská hokejová reprezentace 26 utkání (6 výher, 16 proher a 4 remízy), vstřelila 37 branek a dostala jich 93.

## Zimní olympijské hry
| Hokej na ZOH | Místo ZOH                 | Umístění  | Soupisky |
| ------------ | ------------------------- | --------- | -------- |
| ZOH – 2002   | USA Salt Lake City        | 9. místo  | Soupiska |
| ZOH – 2006   | Itálie Turín              | 12. místo | Soupiska |
| ZOH – 2010   | Kanada Vancouver          | 12. místo | Soupiska |
| ZOH – 2014   | Rusko Soči                | 8. místo  | Soupiska |
| ZOH – 2018   | Jižní Korea Pchjongčchang | Ne        |          |
| ZOH – 2022   | Čína Peking               | 11. místo | Soupiska |
| ZOH – 2026   | Itálie Milán              |           | Soupiska |

## Mistrovství světa
- skupina B
- skupina C

| Hokej na MS | Místo turnaje                                  | Umístění                                | Soupisky                                |
| ----------- | ---------------------------------------------- | --------------------------------------- | --------------------------------------- |
| MS – 1993 C | Slovinsko (Bled a Lublaň)                      | Stříbrná medaile                        |                                         |
| MS – 1994 B | Dánsko (Kodaň)                                 | Stříbrná medaile                        |                                         |
| MS – 1995 B | Slovensko (Bratislava)                         | Stříbrná medaile                        |                                         |
| MS – 1996 B | Nizozemsko (Eindhoven)                         | Zlatá medaile                           |                                         |
| MS – 1997   | Finsko (Helsinky, Turku, Tampere)              | 7. místo                                | Soupiska                                |
| MS – 1998   | Švýcarsko (Curych, Basilej)                    | 9. místo                                |                                         |
| MS – 1999   | Norsko (Hamar, Lillehammer, Oslo)              | 11. místo                               |                                         |
| MS – 2000   | Rusko (Petrohrad)                              | 8. místo                                | Soupiska                                |
| MS – 2001   | Německo (Norimberk, Kolín nad Rýnem, Hannover) | 13. místo                               |                                         |
| MS – 2002   | Švédsko (Göteborg, Jönköping, Karlstad)        | 11. místo                               |                                         |
| MS – 2003   | Finsko (Helsinky)                              | 9. místo                                |                                         |
| MS – 2004   | Česko (Praha, Ostrava)                         | 7. místo                                |                                         |
| MS – 2005   | Rakousko (Vídeň, Innsbruck)                    | 9. místo                                |                                         |
| MS – 2006   | Lotyšsko (Riga)                                | 10. místo                               |                                         |
| MS – 2007   | Rusko (Moskva , Petrohrad)                     | 13. místo                               |                                         |
| MS – 2008   | Kanada (Québec, Halifax)                       | 11. místo                               |                                         |
| MS – 2009   | Švýcarsko (Bern, Kloten)                       | 7. místo                                | Soupiska                                |
| MS – 2010   | Německo (Kolín nad Rýnem a Mannheim)           | 11. místo                               |                                         |
| MS – 2011   | Slovensko                                      | 13. místo                               | Soupiska                                |
| MS – 2012   | Finsko a Švédsko                               | 10. místo                               | Soupiska                                |
| MS – 2013   | Švédsko a Finsko                               | 11. místo                               | Soupiska                                |
| MS – 2014   | Bělorusko (Minsk)                              | 11. místo                               | Soupiska                                |
| MS – 2015   | Česko (Praha, Ostrava)                         | 13. místo                               | Soupiska                                |
| MS – 2016   | Rusko (Moskva, Petrohrad)                      | 13. místo                               | Soupiska                                |
| MS – 2017   | Německo (Kolín nad Rýnem) a Francie (Paříž)    | 10. místo                               | Soupiska                                |
| MS – 2018   | Dánsko (Herning)                               | 8. místo                                | Soupiska                                |
| MS – 2019   | Slovensko (Bratislava, Košice)                 | 10. místo                               | Soupiska                                |
| MS – 2020   | Švýcarsko (Curych, Lausanne)                   | MS se kvůli pandemii covidu-19 nekonalo | MS se kvůli pandemii covidu-19 nekonalo |
| MS – 2021   | Lotyšsko (Riga)                                | 11. místo                               | Soupiska                                |
| MS – 2022   | Finsko (Helsinky a Tampere)                    | 10. místo                               | Soupiska                                |
| MS – 2023   | Lotyšsko a Finsko (Riga, Tampere)              | Bronzová medaile                        | Soupiska                                |
| MS – 2024   | (Praha, Ostrava)                               | 9. místo                                | Soupiska                                |
| MS – 2025   | Švédsko a Dánsko (Stockholm, Herning)          | 10. místo                               | Soupiska                                |

## Galerie dresů reprezentace
| MS 1996–1997 | MS 1998 | MS 1999 | MS 2000–2001 | MS 2002–2004 |
|              |         |         |              |              |

| ZOH 2014 | MS 2018 | ZOH 2022 | MS 2022- |
|          |         |          |          |

## Vyřazená čísla
- 1 - Artūrs Irbe
- 7 - Kārlis Skrastiņš
- 19 - Helmuts Balderis
- 33 - Sergej Žoltoks